# Apaturina androtropa
Apaturina androtropa är en fjärilsart som beskrevs av Felix Bryk 1939. Apaturina androtropa ingår i släktet Apaturina och familjen praktfjärilar. Inga underarter finns listade i Catalogue of Life.